# Schistophleps major
Schistophleps major là một loài bướm đêm thuộc phân họ Arctiinae, họ Erebidae.